# Baptiste Tramond
Baptiste Tramond est un général français né à Corrèze le 24 novembre 1834 et mort à Paris le 1er juillet 1889.

## Bibliographie

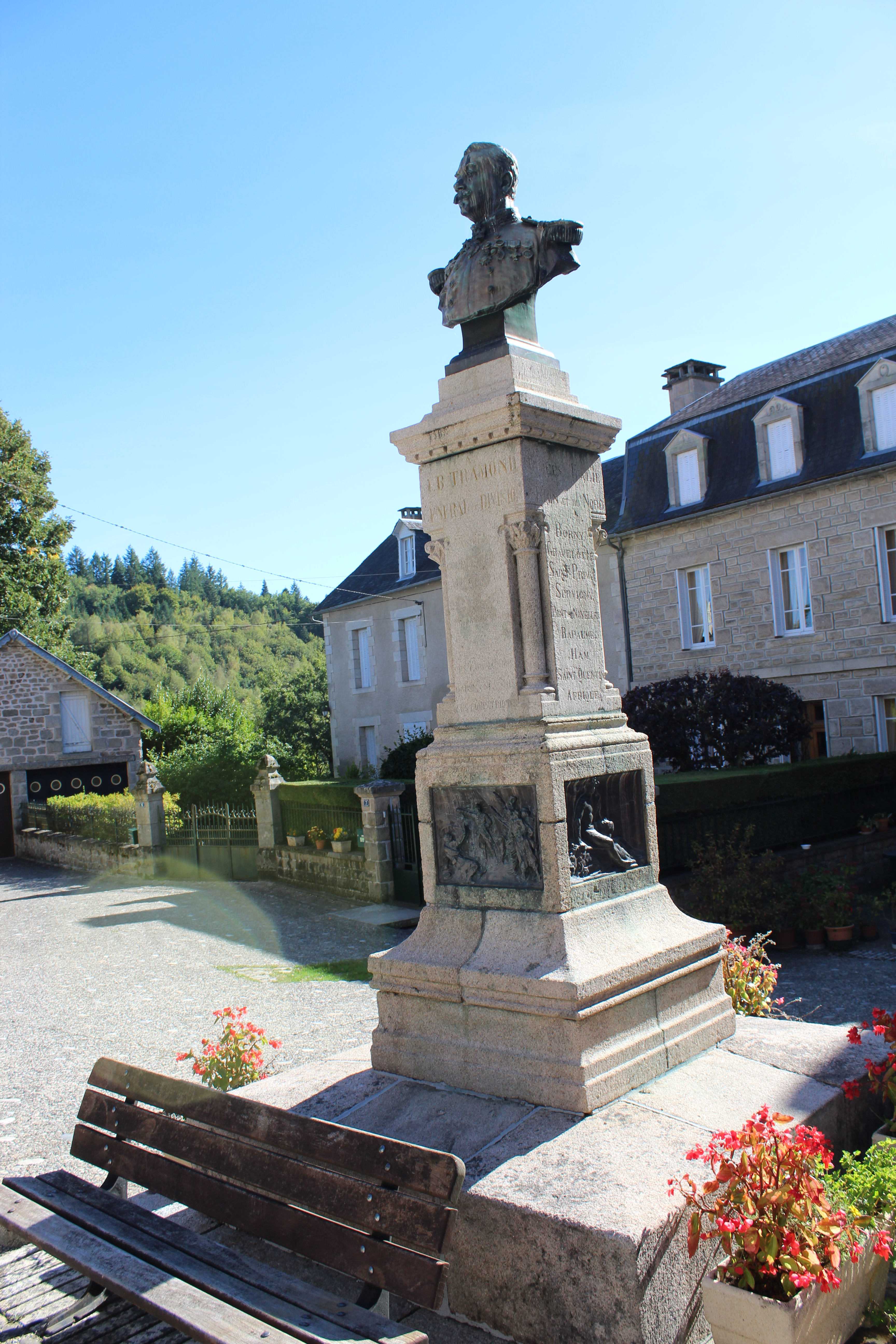
Monument commémoratif J.B. Tramond.

## Décoration
- Officier de la Légion d'honneur